# Philodendron pseudauriculatum
Philodendron pseudauriculatum är en kallaväxtart som beskrevs av Thomas Bernard Croat. Philodendron pseudauriculatum ingår i släktet Philodendron och familjen kallaväxter. Inga underarter finns listade.